# Луї-Ернест Барріа
Луї-Ернест Барріа (фр. Louis-Ernest Barrias; 13 квітня 1841, Париж — 4 лютого 1905, Париж) — французький скульптор.

## Біографія
Луї-Ернест Барріа народився 13 квітня 1841 року у Парижі. Його батько був художником-керамістом, а старший брат Фелікс Барріа відомим художником. Луї Ернест також починав як живописець, навчався у Леона Коньє, але потім зайнявся скульптурою під керівництвом П'єра-Жюля Кавельє.
У 1858 році його прийняли до Вищої національної школи образотворчих мистецтв у Парижі, де його вчителем був Франсуа Жуффруа. В 1865 Барріа виграв Римську премію Французької академії і відправився в Рим.
Барріа брав участь у оформленні будівлі Паризької опери та особняка Hôtel de la Païva на Єлисейських Полях. Його роботи були переважно з мармуру, а своїм романтичним стилем реаліст Барріа зобов'язаний Жану-Батисту Карпо.
У 1878 він став кавалером ордена Почесного легіону, офіцером в 1881 та командором в 1900 році.
У 1900—1903 служив у Раді національних музеїв. Серед його учнів були Хосеп Клара, Шарль Деспіо, Анрі Бушар, Жуль Руло та Віктор Сегофін.
Луї-Ернест Барріа помер 4 лютого 1905 року в Парижі.